# Kim Hyeong-il
Kim Hyeong-il (김형일?; 1929) è stato un cestista sudcoreano.

## Carriera
Con la Corea del Sud ha disputato le Olimpiadi del 1956.